# Georg Greggenhofer

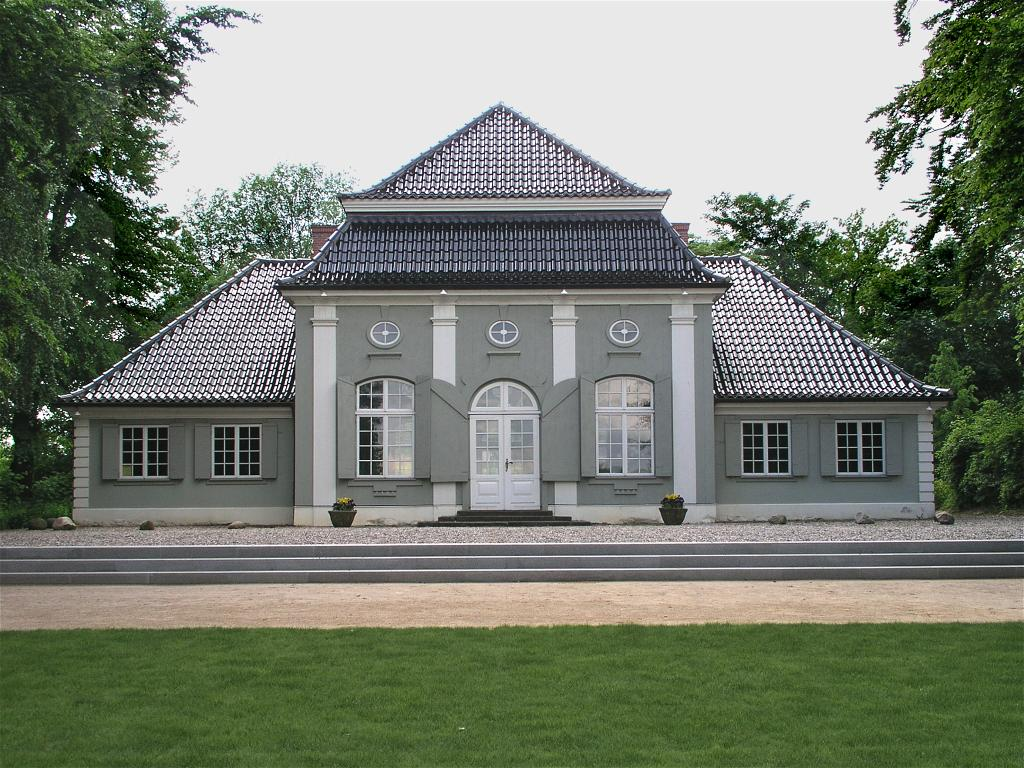
Der Jagdpavillon in Eutin, ein Werk Greggenhofers

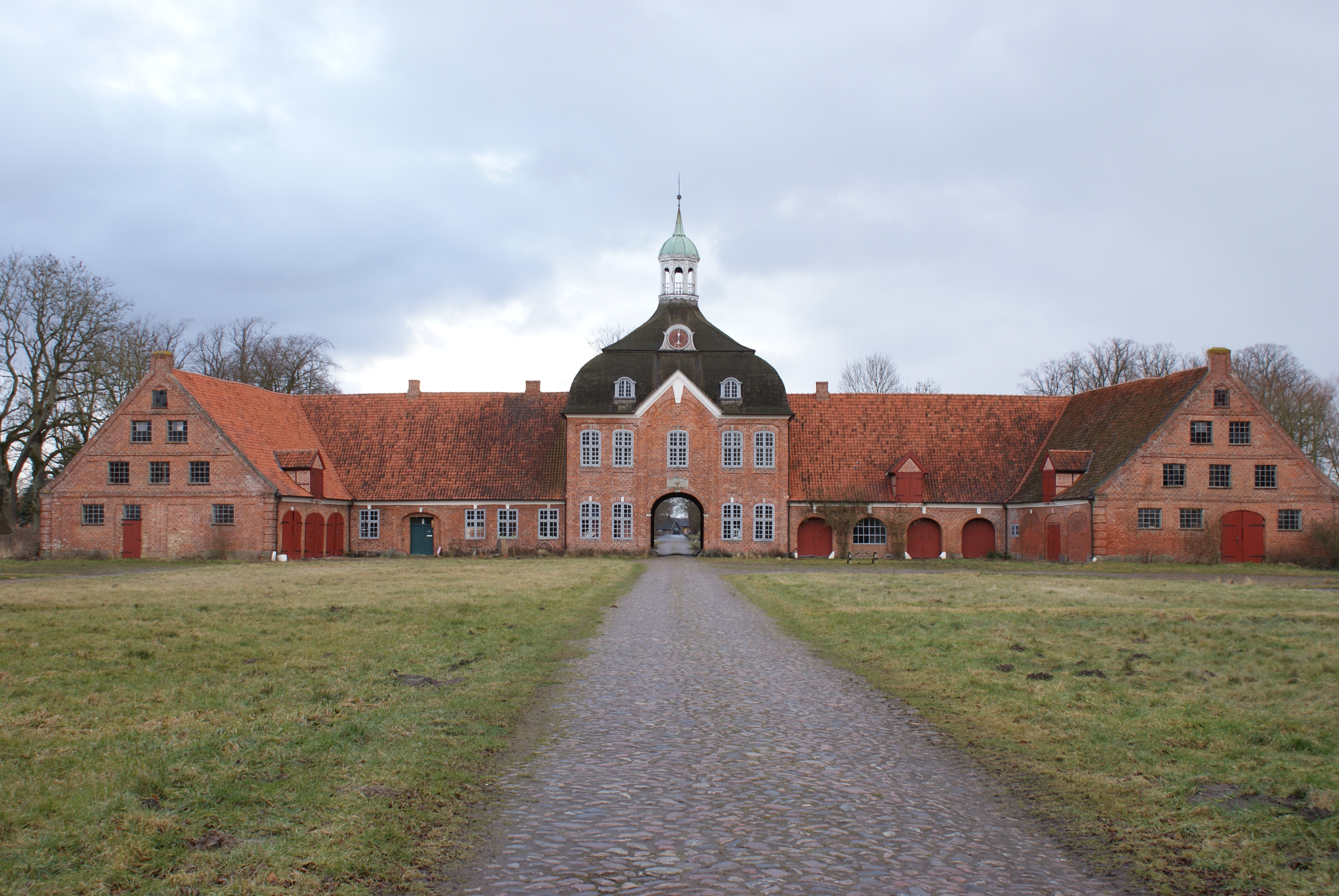
Das Torhaus auf Gut Hasselburg

Georg Greggenhofer (* 1718 oder 1719 in Greggenhofen bei Immenstadt; † 4. Mai 1779 in Eutin) war ein deutscher Baumeister.
Er war vermutlich bei der Markgräfin Wilhelmine in Bayreuth tätig, deren Schwester Luise Ulrike und ihr Mann Adolf Friedrich von Holstein-Gottorf den schwedischen Königsthron bestiegen.
Greggenhofer wirkte 1753/54 beim Bau des  Drottningholmstheaters in Stockholm mit. Der erste nachweisbare Bau von Georg Greggenhofer in Schleswig-Holstein ist 1753/55 das Herrenhaus Rundhof. 1757 schuf er das Torhaus am Herrenhaus Wellingsbüttel, 1763 das Torhaus auf Gut Hasselburg und 1769 das Torhaus auf Gut Testorf. 1770/72 taucht sein Name beim Bau des Herrenhauses Dobersdorf auf.
1770 erfolgt seine Berufung zum Hofbaumeister in Eutin/Holstein. Das St.-Georgs-Hospital sowie die Orangerie in Eutin erbaute er 1772. Der Fürstbischöfin Ulrike Friederike errichtet er 1776 am Ukleisee einen Jagdpavillon, dessen Stucksaal nach starkem Verfall 1954 wiederhergestellt wurde. Für den Fürstbischof Friedrich August erstellte er 1777–79 das Eutiner Kollegienhaus. Der Kirchturm von Oldenburg in Holstein entstammte auch seinen Entwürfen. Georg Greggenhofers stattliches Werk zeigt seine architekturgeschichtliche Stellung als letzter Meister des Spätbarocks in Schleswig-Holstein. Spuren hinterließ Greggenhofer auch in der Residenzstadt Oldenburg (Oldb), wo nach seinen Plänen das Schloss von 1774 bis 1778 erweitert wurde.
Anfang Mai 1779 starb Greggenhofer in Eutin. Im Sterberegister hieß es: Am 11. Mai ist der Hofbaumeister Greggenhofer, welcher 60 Jahre alt geworden ist, beygesetzt. Er hat sich, solange er sich in Eutin aufgehalten hat, zu seiner Religion bekannt, und ist auch in seinem Glauben gestorben.